# NBCミステリー・ムービー
NBCミステリー・ムービー（英語タイトル：NBC (Sunday) Mystery Movie）は1971年9月から1977年5月まで米国のNBCで放送された、2時間もしくは90分のテレビドラマ枠。『刑事コロンボ』、『警部マクロード』、『署長マクミラン』他1作品をローテーションで放送していた。共通のオープニングテーマは、日本では「刑事コロンボのテーマ」として認知されているヘンリー・マンシーニ作曲の『Mystery Movie Theme』。全作品とも制作はユニバーサル映画。

## 概要
1971年に水曜20:30からの90分番組としてスタート。開始時はパイロット2本が好評を博していた『コロンボ』、前年に60分番組として人気を得ていた『マクロード』、そしてパイロット1本が放映された『マクミラン』の3作品のみで放映。これが高視聴率を獲得すると、1972〜1973年の第2シーズンから既存の3作品に新規の1作品を加えた4作品でマンシーニのテーマ曲と共に日曜20:30からの2時間枠に移動し「NBCサンデー・ミステリー・ムービー」となる。しかし4作品目になかなかヒット作が出ず、さらに1974〜1975年の第4シーズンにCBSが裏番組に『刑事コジャック』をぶつけるようになってから視聴率が低下。1976〜1977年の第6シーズンに、ようやく4作品目のヒット作『Dr.刑事クインシー』が登場したがすぐに60分番組として独立。結局この第6シーズンで「NBCサンデー・ミステリー・ムービー」は打ち切り。打ち切られた後も、『コロンボ』のみ単発のTVムービーとして翌1977〜1978年のシーズンに5本放映された。

### 放映された作品
| タイトル                         | 放映 シーズン       | 出演者                                             | 備考                                                                                        |
| -------------------------------- | ------------------- | -------------------------------------------------- | ------------------------------------------------------------------------------------------- |
| 刑事コロンボ Columbo             | 1〜7                | ピーター・フォーク                                 |                                                                                             |
| 警部マクロード McCloud           | 1〜6                | デニス・ウィーバー J・D・キャノン テリー・カーター |                                                                                             |
| 署長マクミラン McMillan and Wife | 1〜6                | ロック・ハドソン スーザン・セント・ジェームズ      | 第5シーズンを最後にセント・ジェームズが降板し、 第6シーズンのみタイトルが「McMillan」となる |
| Hec Ramsey （日本未放映）        | 2〜3                | リチャード・ブーン リック・レンツ                  | 20世紀初頭の西部を舞台としたミステリー作品                                                  |
| Amy Prentiss （日本未放映）      | 4                   | ジェシカ・ウォルター ヘレン・ハント                | 『鬼警部アイアンサイド』からのスピンオフ作品                                                |
| マッコイと野郎ども McCoy         | 5                   | トニー・カーティス ロスコー・リー・ブラウン        |                                                                                             |
| Dr.刑事クインシー Quincy, M.E.   | 6 （1977年1月まで） | ジャック・クラグマン ロバート・イトー              | 1977年2月から金曜22時台に移動                                                               |
| Lanigan's Rabbi （日本未放映）   | 6 （1977年1月から） | アート・カーニー ブルース・ソロモン                | ハリイ・ケメルマンの『ラビ・スモール』シリーズのドラマ化                                    |

## NBC Wednesday Mystery Movie （1972〜1974）
『コロンボ』ら3作品が日曜に移動した後もNBCは水曜20:30のミステリー枠を残し、1972年9月からクインシー・ジョーンズ作曲のテーマ曲のもと、新たに3作品を同じようにローテーションで放映したが日曜ほどの人気は得られず。第2シーズンに入ると『バナチェック登場』以外の作品を総て入れ替え、さらにテーマ曲を日曜と同じマンシーニの曲にしたものの視聴率は好転せず、ついには1974年1月途中に『バナチェック登場』『探偵スヌープ姉妹』の2作品のみで火曜に移動し「NBC Tuesday Mystery Movie」となったが、3月で打ち切り終了となった。

### 放映された作品
| タイトル                           | 放映 シーズン | 出演者                                          | 備考                                         |
| ---------------------------------- | ------------- | ----------------------------------------------- | -------------------------------------------- |
| バナチェック登場 Banacek           | 1〜2          | ジョージ・ペパード クリスティーン・ベルフォード |                                              |
| 鬼刑事マディガン Madigan           | 1             | リチャード・ウィドマーク                        | 1968年の映画『刑事マディガン』のTVシリーズ化 |
| Cool Million （日本未放映）        | 1             | ジェームズ・ファレンティノ                      |                                              |
| 探偵スヌープ姉妹 The Snoop Sisters | 2             | ヘレン・ヘイズ ミルドレッド・ナトウィック       |                                              |
| Tenafly （日本未放映）             | 2             | ジェームズ・マッキーチン リリアン・リーマン     |                                              |
| Faraday and Company （日本未放映） | 2             | ダン・デイリー ジェームス・ノートン             |                                              |

## ABCミステリー・ムービー（1989〜1990）
NBCサンデー・ミステリー・ムービー終了から10年以上経過した1989年2月、ABCは以前と同じ形式の2時間のミステリードラマ枠を、11年ぶりに復活した『コロンボ』を軸に据えてスタートさせた。フットボールシーズン終了後の月曜21:00〜23:00の枠で第1シーズンを放映したあと、同年秋に今度は『刑事コジャック』の新シリーズを加え土曜21:00〜23:00の激戦区に移動したが、視聴率はNBCの『The Golden Girls』と『刑事ハンター』相手に惨敗し、結局この第2シーズンで打ち切られた。オープニングテーマはマイク・ポストが作曲した。

### 放映された作品
| タイトル                          | 放映 シーズン | 出演者                                | 備考 |
| --------------------------------- | ------------- | ------------------------------------- | --- |
| 新・刑事コロンボ Columbo          | 1〜2          | ピーター・フォーク                    | |
| B.L.ストライカー B.L. Stryker     | 1〜2          | バート・レイノルズ オジー・デイヴィス | |
| Gideon Oliver （日本未放映）      | 1             | ルイス・ゴセット・ジュニア            | アーロン・エルキンズの『スケルトン探偵』シリーズのドラマ化 日本では『ブラック・ギデオン』のタイトルでビデオ発売 |
| Kojak （日本未放映）              | 2             | テリー・サバラス アンドレ・ブラウアー | 「刑事コジャック」新シリーズ。日本未放映。キャストはサバラス以外は総入れ替え                                    |
| Christine Cromwell （日本未放映） | 2             | ジャクリーン・スミス セレステ・ホルム | |

## エミー賞受賞歴
※「刑事コロンボ」での受賞は刑事コロンボの項を参照。
- 主演女優賞・ミニシリーズ部門

ミルドレッド・ナトウィック（探偵スヌープ姉妹、1974年）
ジェシカ・ウォルター（Amy Prentiss、1975年）